# Endomelanconium microsporum
Endomelanconium microsporum är en svampart som beskrevs av Verkley & Aa 1997. Endomelanconium microsporum ingår i släktet Endomelanconium och familjen Helotiaceae.   Inga underarter finns listade i Catalogue of Life.